# La Chapelle-Grésignac
 La Chapelle-Grésignac  (en occitano La Chapela de Gresinhac) es una población y comuna francesa, situada en la región de Aquitania, departamento de Dordoña, en el distrito de Périgueux y cantón de Verteillac.

## Demografía
| 193 | 165 | 146 | 136 | 126 | 112 |
| Para los censos de 1962 a 1999 la población legal corresponde a la población sin duplicidades (Fuente: INSEE [Consultar]) |     |     |     |     |     |